# Alexander Marinos

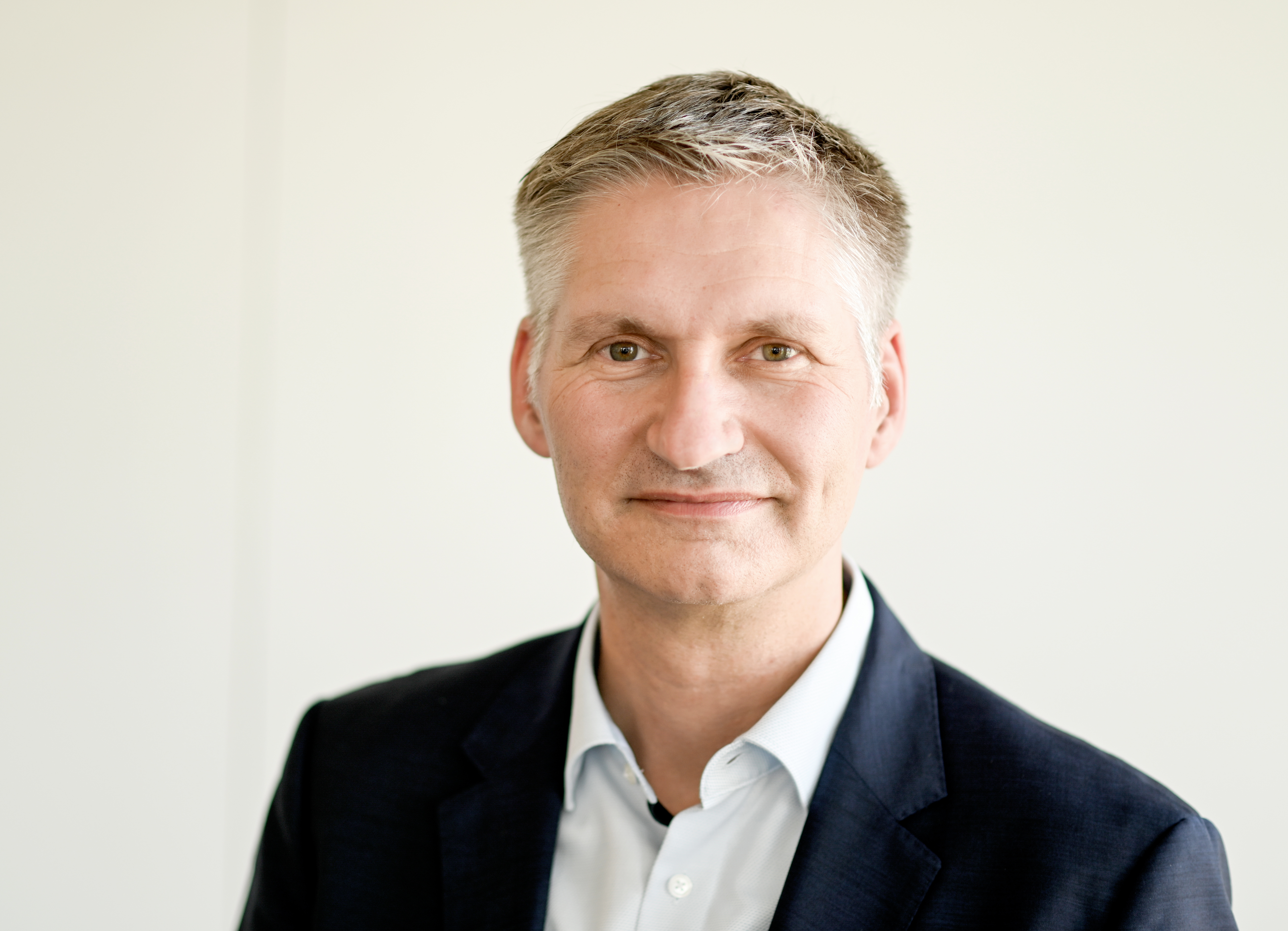
Alexander Marinos (2020)

Alexander Marinos (* 25. Februar 1972 in Wuppertal) ist ein deutscher Journalist, Chefredakteur und Medienwissenschaftler.

## Leben und Wirken
Alexander Marinos studierte Journalistik, Politikwissenschaften und Philosophie an der Technischen Universität Dortmund mit Abschluss als Diplom-Journalist. Er absolvierte 1994 ein Volontariat beim Remscheider General-Anzeiger. Nach freier Mitarbeit beim Westdeutschen Rundfunk folgte 1999 eine Festanstellung als Westfalen-Korrespondent in Münster bei der Nachrichtenagentur ddp, dem früheren Deutschen Depeschendienst. 2001 promovierte Marinos zum Dr. phil. im Fach Journalistik. Das Thema seiner Dissertation war die Authentizität der Redewiedergabe im nachrichtlichen Zeitungstext.
2001 übernahm Marinos das Ressort für Nachrichten, Politik, Wirtschaft und Kultur bei der Zeitungsgruppe Lahn-Dill in Wetzlar. 2003 wechselte er als Nachrichten- und Politikchef zur Westdeutschen Zeitung nach Düsseldorf. Seit 2010 arbeitet Marinos in Chefredaktionen regionaler Tageszeitungen, zunächst als stellvertretender Chefredakteur und Leiter des Mantel-Desks beim General-Anzeiger in Bonn, 2014 dann rund sechs Monate lang als Chefredakteur der Eßlinger Zeitung in Esslingen. Seit 2014 ist er als stellvertretender Chefredakteur bei der Westdeutschen Allgemeinen Zeitung (WAZ) in Essen tätig. Hier fungiert er unter anderem als Gesamtleiter der Lokalredaktionen und Leiter eines Projektes zur digitalen Transformation.
Als Medienwissenschaftler wirkt Marinos zudem als Lehrbeauftragter, Trainer und Coach mit den Schwerpunkten Nachrichten und Kommentare sowie Führung in Redaktionen, unter anderem für die Journalisten-Akademie der Konrad-Adenauer-Stiftung und für die Westfälische Hochschule Gelsenkirchen Bocholt Recklinghausen am Campus in Gelsenkirchen. 2020 veröffentlichte er eine Studie zu den Arbeitsbedingungen von Stellvertretern in deutschen Redaktionen. Ein Jahr später erschien von ihm eine Ratgeber-Broschüre zum Verfassen von Nachrichten im Digitaljournalismus.

## Veröffentlichungen
- So habe ich das nicht gesagt! Die Authentizität der Redewiedergabe im nachrichtlichen Zeitungstext. Logos-Verlag, Berlin 2001, ISBN 978-3-89722-704-0.
- Der ideale Stellvertreter. Eine empirisch begründete Handreichung für alle Anhänger moderner Führung. Springer VS, Wiesbaden 2020, ISBN 978-3-658-30695-3.
- Journalistische Praxis: Modernes Nachrichtenschreiben. Neu interpretierte Regeln für einen besseren digitalen Qualitätsjournalismus. Springer VS, Wiesbaden 2021, ISBN 978-3-658-36273-7